# Біжи, Лоло, біжи
«Біжи, Лоло, біжи» (нім. «Lola rennt») — художній фільм німецького режисера і продюсера Тома Тиквера. Сценарій побудований на основі поняття «ефект метелика» з теорії хаосу (навіть незначний вплив на події може мати великі наслідки в майбутньому).
Український переклад зробив канал 1+1, на якому цей фільм транслювався.

## Сюжет
Дія фільму розгортається в Берліні. Манні, кур'єр одного великого бандита, випадково втратив мішок із 100 тисячами марок. Він телефонує своїй подрузі Лолі, яка обіцяє йому допомогти. У дівчини є рівно 20 хвилин, щоб знайти гроші. Основна частина фільму складається з трьох варіантів історії, яка могла б статися з головними героями, а також з людьми, яких зустрічає Лола під час свого бігу.

## У ролях
- Франка Потенте — Лола
- Моріц Бляйбтрой — Манні
- Герберт Кнауп — батько Лоли
- Ніна Петрі — Фрау Ханзен
- Армін Роде — Гер Шестер
- Йоахім Круль — Норберт фон Ау
- Людгер Пістор — Гер Майєр
- Сюзанна фон Борсоді — Фрау Єгер
- Себастьян Скіпер — Майк
- Моніка Бляйбтрой — сліпа жінка

## Музика кінофільму
Музику до фільму писали Том Тиквер, Джонні Клаймек, Райнхольд Хайль. Також використані музичні композиції «Believe» Франки Потенте, «The Unanswered Question» Чарльза Айвза, «What a Diff'rence a Day Makes» у версії Дайни Вашінгтон. У саундтреку використана пісня Франки Потенте «Komm zu mir».

## Факти про зйомки
- Сліпа жінка, в якої Манні (актор Моріц Бляйбтрой) позичає телефонну карточку, у реальному житті є мамою актора, Монікою Бляйбтрой.
- П'ять тижнів переконували керівництво берлінського супермаркету для того, щоб зняти в ньому сцену пограбування.
- У сумці були справжні 100 тисяч німецьких марок — гонорар Франки і Моріца за фільм. На думку режисера, це мало б додати непідробної тривоги акторам під час зйомок.
- Франка Потенте не мила голову сім тижнів, адже червона фарба була надто чутливою до води та могла змиватися.
- Слова на початку фільму «М'яч круглий» і «Гра триває 90 хвилин» належать німецькому футбольному тренеру Зеппу Гербергеру.
- Тому Тикверу не сподобалося порожнє місце на стіні казино і він попросив художника-постановника Александера Манассе намалювати портрет актриси Кім Новак із фільму «Запаморочення»; Манассе зробив «портрет» за 15 хвилин, намалювавши актрису ззаду, адже не пам'ятав її обличчя.
- Характерний голос за кадром належить акторові Гансу Петшу (нім. Hans Paetsch, 1909—2002) — надзвичайно відомому в Німеччині завдяки аудіозаписам казок для дітей.
- Том Тиквер — автор техно-музики, яку виконує Франка Потенте.
- На викраденому бездомним мішку видно напис «Malossol Original» — він з-під каспійської чорної ікри російської торгової марки під такою назвою.
- Стіну прикрашають словенські гроші, толари, які були в обігу в 1991—2007 роках до заміни їх на євро[3].